# الحدبة (رداع)

تعديل مصدري - تعديل

حارة الحدبة هي إحدى حارات مدينة رداع أحد مدن محافظة البيضاء، بلغ تعداد سكانها 753 نسمة حسب تعداد اليمن لعام 2004.